# Chuck Menville
Charles David „Chuck“ Menville (* 17. April 1940 in Baton Rouge, Louisiana; † 15. Juni 1992 in Malibu, Kalifornien) war ein US-amerikanischer Animator, Drehbuchautor und Autor sowie Filmproduzent, der 1968 als Produzent des Kurzfilms Stop, Look and Listen für einen Oscar nominiert war.

## Biografie
Im Alter von 19 Jahren zog der in Baton Rouge in Louisiana geborene Menville nach Los Angeles um, um Animator zu werden. Er bekam eine Anstellung bei Walt Disney Productions und wirkte 1967 als Assistent an Disneys Zeichentrickfilm Das Dschungelbuch mit. Menville empfand das Arbeitsklima bei Disney Productions als schwierig und begann damit, auf eigene Faust zu schreiben. Daraus entstand eine enge und lange Zusammenarbeit mit seinem Freund Len Janson. Zusammen produzierten sie 1967 auch den oscarnominierten Film Stop, Look and Listen, bei dem sie praktisch alles selbst machten. So führten sie Regie, schrieben das Drehbuch und besetzten sich selbst in den Rollen der beiden Autofahrer. Der Film wurde als Pixilation (Einzelbildschaltung), eine Form von Stop-Motion, realisiert. Dadurch sieht es so aus, als ob die auf dem Asphalt sitzenden Männer tatsächlich fahren würden. Disney und weitere Studios in Hollywood konnten dieser Technik nichts abgewinnen, die so weitgehend in Vergessenheit geraten war. Menville und Janson belebten die damals tote Kunst der Stop-Motion-Pixelanimation wieder, um sie einer anderen Generation vorzustellen. Die Animation von Lebewesen und Objekten war zwar nichts Neues für den Film, aber Menville und Janson hoben den Prozess technisch und kreativ auf eine völlig neue Ebene. Eine weitere Arbeit der beiden Männer im selben Jahr war der Kurzfilm Vicious Cycles, eine Komödie, in der eine Bande von harten Bikern Mitglieder eines Motorroller-Clubs einzuschüchtern versuchen. Menville spielte den Anführer des Motorroller-Clubs. Auch hier verwendeten Menville und Janson wieder die Pixilationstechnik. Auch in ihrem nächsten Film Blaze Glory (1969) wandten die Filmemacher die Pixilationstechik wiederum an. Diesmal ritten Helden und Schurken in einem Western, ohne wirklich auf Pferden zu sitzen. Menville spielte zudem den Hauptcharakter. Der Film wurde sehr aufwändig inszeniert.
Mitte der 1970er-Jahre arbeiteten Menville und Janson eine Zeitlang für das Trickfilmstudio Filmation. In dieser Zeit entstanden auch drei Folgen des Captain-Marvel-Ablegers Shazam (1974), in denen ein kleiner Junge, der sich in den Superhelden Captain Marvel verwandeln kann, das Land bereits und den Menschen hilft, indem er das Böse bekämpft. 
In den 1980er-Jahren wirkte Menville an einer Reihe von Serien mit, die in den USA jeweils am Samstagmorgen liefen, darunter The Smurfs, Kissyfur und The Real Ghostbusters. Eine seiner letzten Arbeiten vor seinem Tod im Jahr 1992 war die Episode Opah aus der Fernsehserie Land of Lost, für die Menville ebenso für den Humanitas-Preis nominiert wurde, wie für die Folge Eel-Ectric City aus der Serie Arielle, die Meerjungfrau. Bevor Menville sein letztes Projekt, eine Episode für die Serie Batman zu Ende zu schreiben, vollenden konnte, starb er. Brynne Stephens vollendete die Folge Birds of a Feather, basierend auf Menville Geschichte. 
Menville war zudem der Autor des Buches The Harlem Globetrotters: Fifty Years of Fun an Games, einer Geschichte über die berühmte Basketballmannschaft. Das Buch wurde 1978 veröffentlicht.
Menville starb 1992 an seinem letzten Wohnort Malibu an einem Non-Hodgkin-Lymphom, einer bösartigen Erkrankung des lymphatischen Systems. Er wurde im Forest Lawn Memorial Park in den Hollywood Hills von Los Angeles beigesetzt. Menville war der Vater des Musikers Scott Menville und des Schriftstellers Chad Menville.

## Filmografie (Auswahl)
- 1964: Assistenzarzt Dr. Kildare (Fernsehserie, 3 Folgen; Autor, Story-Editor)
- 1967: Stop, Look and Listen (Kurzfilm; Autor, Produzent, Regie, Darsteller)
- 1967: Vicious Cycles (Kurzfilm; Autor, Produzent, Regie, Darsteller)
- 1969: Blaze Glory (Kurzfilm; Autor, Produzent, Regie, Darsteller)
- 1969–1972: Sabrina, the Teenage Witch, 59 Folgen; Autor)
- 1970: Sabrina and the Groovie Goolies (Fernsehserie, 16 Folgen; Autor)
- 1972: Sgt. Swell of the Mounties (Kurzfilm; Autor, Produzent, Regie, Darsteller)
- 1972: Captain Mom (Kurzfilm; Autor, Produzent, Regie, Darsteller)
- 1972, 1973: Lassie’s Rescue Rangers (Fernsehserie, 16 Folgen; Autor)
- 1973, 1974: Die Enterprise (The Animated Adventures of Gene Roddenberry’s Star Trek;
Fernsehserie, Folgen Once Upon a Planet und The Practical Joker; Autor)
- 1974: Shazam (Fernsehserie, 3 Folgen; Autor, Produzent)
- 1975: The New Adventures of Gilligan (Fernsehserie, 3 Folgen; Autor)
- 1976: Ark II (Fernsehserie, 3 Folgen; Autor)
- 1976/1978: Tarzan, Herr des Dschungels (Tarzan, Lord of the Jungle; Fernsehserie, 23 Folgen; Autor, Produzent)
- 1977: Ein Fall für Batman (The New Adventures of Batman (Fernsehserie, 6 Folgen; Autor)
- 1977: Space Sentinels (Fernsehserie, 13 Folgen; Story-Editor, Produzent)
- 1979: The New Shmoo (Fernsehserie; Autor, Story-Editor)
- 1981: Love Boat (Fernsehserie, Folge im Segment Gopher’s Bride; Autor)
- 1981: Die Schlümpfe (Les Schtroumpfs bzw. Smurfs; Fernsehserie, 27 Folgen; Autor, Story-Editor)
- 1983: The Biskitts (Fernsehserie, 13 Folgen; Autor)
- 1985/1986: Kissyfur (Fernsehserie, 3 Folgen im Segment Home Sweat Home; Autor, Story-Editor)
- 1987: The Little Wizards (Fernsehserie, 13 Folgen; Story-Editor, Produzent)
- 1988/1989: The Real Ghostbusters 2 (Fernsehserie, 4 Folgen; Autor, Story-Editor, Produzent)
- 1990/1991: Tiny Toon Abenteuer (Tiny Toon Adventures; Fernsehserie, 3 Folgen; Autor, Story-Editor)
- 1991/1992: Im Land der Saurier (Land of the Lost; Fernsehserie, 13 Folgen; Autor, Produzent)
- 1992: Arielle, die Meerjungfrau (The Little Mermaid; Fernsehserie, Folgen Thingamajigger und Eel-Ectric City; Autor)
- 1993: Batman (Fernsehserie, Folge Birds of a Feather; Autor)

## Auszeichnungen
Oscarverleihung 1968
- Ausgezeichnet mit dem Oscar in der Kategorie „Bester Kurzfilm“
zusammen mit Len Janson für den Film Stop, Look and Listen

Primetime Emmy Awards|1983
- Nominiert für den Primetime Emmy zusammen mit Len Janson, Peyo, Yvan Delporte und Gerard Baldwin
für die Kurzanimation My Smurfy Valentine

Daytime Emmy Awards 1991
- Nominiert für den Daytime Emmy zusammen mit Will Meugniot, Stan Phillips, Joe Medjuck, Michael C. Gross, Andy Heyward, Len Janson und Robby London für die Zeichentrickserie The Real Ghostbusters

Humanitas-Preis 1993
- Nominiert für den Humanitas Prize für die Folge Opah aus der Fernsehserie Land of Lost
sowie für die Animation The Little Mermaid, Episode Eel-Ectric City